# Alestes baremoze
Alestes baremoze е вид лъчеперка от семейство Alestidae. Видът е незастрашен от изчезване.

## Разпространение
Разпространен е в Буркина Фасо, Гамбия, Гана, Гвинея-Бисау, Египет, Етиопия, Камерун, Кения, Кот д'Ивоар, Мавритания, Нигер, Нигерия, Сенегал, Чад и Южен Судан.

## Описание
На дължина достигат до 40 cm, а теглото им е максимум 500 g.
Продължителността им на живот е около 6 години.